# موسم النبي موسى

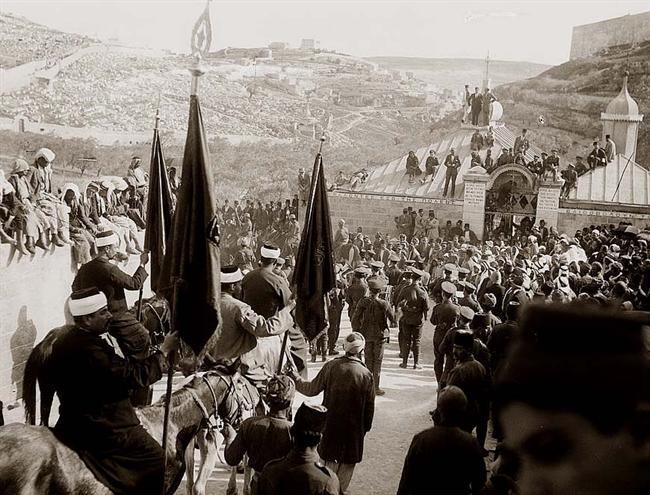
موسم النبي موسى في القدس في نيسان 1920

موسم النبي موسى جزء من تراث مدينة القدس الديني والشعبي، يحتفل به الفلسطينيون منذ ما يقارب التسعة قرون، والذي يعتبر مع مواسم أخرى مثل مواسم النبي صالح قرب رام الله، وموسم المنطار في غزة، وموسم وادي النمل في مجدل عسقلان، وموسم النبي روبين قرب يافا، من المواسم التي استحدثت زمن صلاح الدين الأيوبي في نفس الفترة التي تقام فيها أعياد الفصح المسيحي. حيث كانت وفود المناطق الفلسطينية في السابق، تصل إلى القدس قبل أيام من بدء الموسم، وتتجمع في البلدة القديمة وتخرج منها في احتفالات رسمية وشعبية كبيرة ترفع البيارق.

## مقام النبي موسى
يعود تاريخ مقام النبي موسى إلى عهد صلاح الدين الأيوبي، وليس له علاقة بالنبي موسى الذي لا يعرف له قبر وفقدت آثاره على جبل نبو في الأردن، وفقاً للعهد القديم.

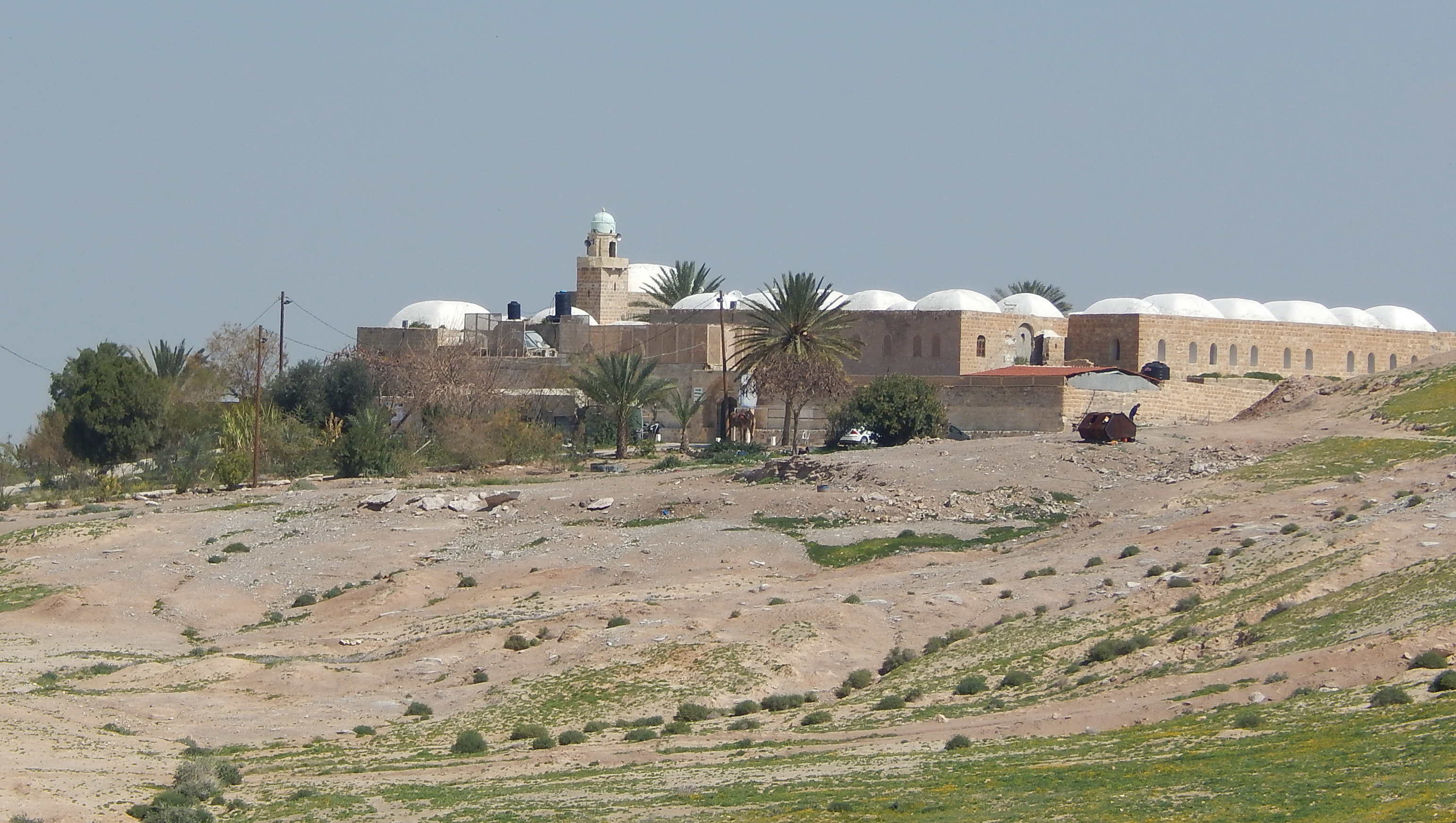
مقام النبي موسى في أريحا

يبعد مقام النبي موسى عن طريق القدس-أريحا التاريخي الذي تستعد سلطات الاحتلال الإسرائيلي لاغلاقه في وجه الفلسطينيين كيلومترا واحدا، ويبعد نحو 200 متر عن المنطقة العسكرية الاحتلالية المغلقة منذ عام 1967م والتي تمتد من شمال البحر الميت إلى جنوبه على حدود الخط الأخضر وبعمق يتراوح ما بين 10-15 كم.
ويضم مقام النبي موسى الآن إضافة للقبر والمسجد عشرات الغرف وإسطبلات للخيل ومخبزا قديما وآبارا، وتمتد في الخلاء حوله مقبرة، يدفن فيها من يوصي بذلك. وكانت بعض العائلات من خارج فلسطين تدفن موتاها في هذه المقبرة مثل عشيرة العدوان الأردنية، وتوقف ذلك بسبب الاحتلال. وكانت تستعمل غرفة العائلات التي كانت تأتي من شتى المناطق الفلسطينية لتشارك في موسم النبي موسى، وهو ما حدث هذا العام أيضا.

### نبذة تاريخية
عندما مر عمر بن الخطاب في هذا المكان لم يكن المقام موجودا بالطبع، وحسب المرويات انه وجد في المكان بعض الأعراب يقيمون حول قبر، فسألهم عن هوية صاحبه، فقالوا له بأنه لكليم الله موسى، ولعل هذه القصة لا تصح أصلاً.
ويقال: إن الذي بنى المقام هو القائد المملوكي الظاهر بيبرس فقام ببناء المسجد والأروقة عام 1265م، وأوقف عليه الكثير من العقارات والأراضي، ولم تتوقف عمليات إعماره والإضافة إليه حتى العهد العثماني.[بحاجة لمصدر]

### حكم زيارته والذهاب إليه
سُئل ابن باز -رحمه الله-:
هل زيارة القبور وأضرحة الأولياء جائزة في الإسلام؟
فأجاب:
"الزيارة فيها تفصيل: إن زار القبور، قبور الأولياء وقبور المسلمين عموما، للاعتبار والذكرى في الموت والآخرة، والدعاء لهم، والترحم عليهم، فهذه مشروعة، لقول النبي صلى الله عليه وسلم: «زوروا القبور فإنها تذكركم الآخرة»، وكان النبي صلى الله عليه وسلم يعلم أصحابه إذا زاروا القبور أن يقولوا: «السلام عليكم أهل الديار من المؤمنين والمسلمين وإنا إن شاء الله بكم لاحقون، نسأل الله لنا ولكم العافية».
هذه الزيارة الشرعية وهي تخص الرجال دون النساء؛ لأنه صلى الله عليه وسلم لعن زائرات القبور فدل ذلك على أن هذه الزيارة تخص الرجال...
وأقر هذا للرجال خاصة، فهي يقصد منها الذكرى والترحم على الموتى والاستغفار لهم وتذكر الآخرة، حتى لو كانوا كفارا (الميتين) إذا زار القبور للذكرى فقط لا يدعو لهم ولا يسلم عليهم؛ لأنهم كفار، إنما يزور للذكرى كما زار النبي صلى الله عليه وسلم أمه، وكانت ماتت في الجاهلية، واستأذن ربه أن يستغفر لها فلم يؤذن له، فزارها فقط مجرد اعتبار.
فإن التوسل بالمخلوق مشروع، ووارد في السنة القويمة ليس بمحظور ولا ممنوع، ومشارع الحديث الشريف بذلك مفعمة، وأدلته كثيرة محكمة، تضيق المهارق عن استقصائها، ويكلّ اليراع إذا كُلف بإحصائها، ويكفي منها توسل الصحابة والتابعين، في خلافة عمر بن الخطاب أمير المؤمنين، واستسقاؤهم عام الرمادة بالعباس، واستدفاعهم به الجدب والباس، وذلك أن الأرض أجدبت في زمن عمر رضي الله عنه، وكانت الريح تذرو ترابا كالرماد لشدة الجدب، فسميت عام الرمادة لذلك، فخرج عمر بن الخطاب رضي الله عنه بالعباس بن عبد المطلب يستسقي للناس، فأخذ بضبْعَيْهِ وأشخصه قائما بين يديه وقال: اللهم إنّا نتقرب إليك بعم نبيك، فإنك تقول وقولك الحق: {وأمَّا الجِدارُ فكانَ لغُلامَينِ يتيمَيْنِ في المدينةِ وكانَ تحتهُ كنزٌ لهما وكانَ أبوهُما صالحًا}، فحفظتهما لصلاح أبيهما، فاحفظ اللهم نبيك في عمه فقد دنونا به إليك مستغفرين، ثم أقبل على الناس وقال: استغفروا ربكم إنه كان غفارًا، والعباس عيناه تنضحان يقول: اللهم أنت الراعي لا تُهمِلِ الضالةَ ولا تدعِ الكسير بدار مَضْيَعة، فقد ضرع الصغير ورقّ الكبير وارتفعت الشكوى، وأنت تعلم السر وأخفى، اللهم فأغثهم بغياثك قبل أن يقنطوا فيهلكوا، إنه لا يبأس من رَوْحك إلا القوم الكافرون، اللهم فأغثهم بغياثك فقد تقرَّب القومُ إليك بمكانتي من نبيك عليه السلام، فنشأت سحابة ثم تراكمت، وماسَتْ فيها ريح ثم هزّت، ودرَّت بغيثٍ واكفٍ، وعاد الناس يتمسحون بردائه ويقولون له: هنيئًا لك ساقيَ الحر"ين».
وكذلك يرى من سار على نهج تقي الدين ابن تيمية أنه لا يجوز شد الرحال لزيارة هذا المقام ولا غيره من المقامات والأضرحة لما فيها -بحسب رأيهم- من مشابهة الأصنام والأوثان التي كانت تعبد من دون الله في الجاهلية، بحجة مخالفة قول النبي صلى الله عليه وسلم: «لا تشد الرحال إلا لثلاثة مساجد: المسجد الحرام ومسجدي هذا والمسجد الأقصى».

## أهمية إقليمية
هناك ما يدل على أن هذا الموسم اكتسب سابقا أهمية إقليمية، حيث كانت وفود من بعض مدن الشام تشارك فيه، مثل دمشق، وتظهر بعض النقوش على المقام، ان الاهتمام به واعماره في بعض المراحل، استحوذ على اهتمام من خارج فلسطين، مثل اعماره عام 1717م على يد علي كتخدا أحد أعيان مصر في زمنه، وإصلاحه عام 1819م بأمر والي صيدا وطرابلس عبد الله باشا الذي أضاف إليه رواقا. وفي السابق كان المشاركون ينتشرون في خيمهم على امتداد الصحراء المحيطة بالمقام، حيث يعيشون حياة تتخللها بعض الطقوس مثل حلق شعر أطفال أو ختانهم.

## التاريخ المعاصر
في التاريخ الفلسطيني المعاصر، ارتبط مقام النبي موسى بالزعيم الفلسطيني الحاج أمين الحسيني، حيث كان يقود المواكب التي تأتى من كل مناطق فلسطين، تسبقها المسيرات الشعبية، وفي كل منطقة تمر منها المواكب، يخرج أهلها للانضمام إليها، وبعد أن تمكث الوفود في المقام وحوله فترة الموسم، تعود إلى القدس بموكب حاشد تنشد فيه الأناشيد الوطنية والدينية. ومنذ عام 1919م، قررت قيادة الحركة الوطنية الفلسطينية استثمار احتفالات النبي موسى للتحريض ضد الانتداب البريطاني الداعم للهجرة الصهيونية. وفي العام التالي 1920، خطب في الوفود القادمة من مختلف المناطق زعماء تلك الفترة أمثال موسى كاظم الحسيني وأمين الحسيني، وكان وصول وفد جبل الخليل إلى القدس، في ذلك العام الشرارة التي أطلقت ما عرف في التاريخ الفلسطيني المعاصرة بثورة العشرين.
وبعد قدوم السلطة الفلسطينية إلى منطقة أريحا عام 1994، سمحت سلطات الاحتلال للفلسطينيين باستخدام ممر ضيق لموقع المقام. ورغم الوجود العسكري الإسرائيلي المكثف في المناطق القريبة والمعلنة مناطق عسكرية، تداعت مؤسسات أهلية ورسمية لاحياء الموسم كما كان يحدث منذ تحرير القدس على يد صلاح الدين الأيوبي قبل 900 عام، ولكنها بقيت احتفالات متواضعة، لم تأخذ الطابع الوطني الجماهيري.